# Amera
Amera är ett kvinnonamn av arabiskt ursprung.
Den 31 december 2014 fanns det totalt 55 kvinnor folkbokförda i Sverige med namnet Amera, varav 53 bar det som tilltalsnamn.
Namnsdag i Sverige: saknas